# Pedaria granulosa
Pedaria granulosa är en skalbaggsart som beskrevs av Ferreira 1962. Pedaria granulosa ingår i släktet Pedaria och familjen bladhorningar. Inga underarter finns listade i Catalogue of Life.